# Молчание — золото
«Молчание — золото» (фр. Le Silence est d'or) — французская комедийная мелодрама 1947 года, поставленная режиссёром Рене Клером. На Международном кинофестивале в Локарно в 1947 году создателям картины присудили приз за лучший фильм.

## Сюжет
Начало XX века. Кинорежиссёр и стареющий ловелас месье Эмиль хочет внушить молодому другу и помощнику Жаку, что женщин никогда нельзя воспринимать всерьез: по его мнению, в этом главный секрет соблазнителя. Вскоре Эмиль принимает у себя юную Мадлен Селестен, — дочь (ныне уже покойной) женщины, единственной, которую когда-то любил. И единственной, которая ему не уступила, выйдя замуж за актера-неудачника. Эмиль поселяет гостью у себя и, вопреки своим принципам, влюбляется в неё. Он начинает снимать Мадлен в кино, поскольку она считает себя прирождённой актрисой.

## В ролях
| Актёр          | Роль        |
| -------------- | ----------- |
| Морис Шевалье  | месье Эмиль |
| Дани Робен     | Люсетт      |
| Франсуа Перье  | Жак         |
| Марсель Дерьен | Мадлен      |
| Клод Лютер     | шеф         |